# Mazzy Star
I Mazzy Star sono un gruppo musicale statunitense di genere alternative rock neopsichedelico, fondato da David Roback e Hope Sandoval ed attivo dalla fine degli anni ottanta al 1996 e in seguito riformato, dopo quindici anni, nel 2011.

## Storia
Nel 1987 a Pasadena, durante un tour degli Opal con i The Jesus and Mary Chain, la bassista e cantante Kendra Smith decide di far perdere le proprie tracce. Il chitarrista David Roback (già nei Rain Parade col fratello Steven) chiama a sostituirla una giovane cantautrice di cui aveva prodotto il disco d'esordio, Hope Sandoval. Al ritorno della Smith, Roback decide di lasciare gli Opal e di formare, con la Sandoval, un nuovo gruppo: i Mazzy Star. I due musicisti si suddividono i compiti, lei scrive i testi mentre Roback la musica.
Esordiscono nell'aprile 1990 su Rough Trade con She Hangs Brightly, compendio di stili diversi (si passa dal folk al blues, dalla psichedelia al Paisley Underground) sempre all'insegna dell'atmosfera sognante del dream pop. Nel settembre 1993 esce So Tonight That I Might See (Capitol Records). Sulla falsariga del precedente, l'album rafforza la vena dream pop, con canzoni come il singolo Fade Into You, ballata acustica che riscuote grande successo. Il disco stesso entrerà nella Top 40 statunitense. Terza uscita ufficiale del gruppo è Among My Swan, pubblicato nell'ottobre 1996 e da cui viene estratto il singolo di successo Flowers in December.
Mai scioltosi ufficialmente, il gruppo si concede un lungo periodo di pausa. La cantante Hope Sandoval ha dato vita a una carriera solista di rilievo (iniziata nel 2001 con l'album Bavarian Fruit Bread) e a diverse collaborazioni. Inoltre ha fondato con Colm Ó Cíosóig il gruppo Hope Sandoval & The Warm Inventions. Roback collabora con Maggie Cheung per alcune tracce presenti nel film Clean (2004) e con Beth Orton (Central Reservation, 1999). Nel 2009, dopo il suo utilizzo in uno spot per Virgin Media, il brano Into Dust (dall'album So Tonight That I Might See) entra nelle classifiche britanniche, statunitensi e irlandesi.
Nell'ottobre 2011 Hope Sandoval annuncia, attraverso il proprio sito, la reunion del gruppo. Viene pubblicato il doppio singolo Common Burn/Lay Myself Down, seguito da un singolo su 7". Nel 2012 il duo intraprende un tour che tocca Stati Uniti ed Europa assieme ad altri musicisti, tra cui Colm Ó Cíosóig e Keith Mitchell. Nel luglio 2013 viene pubblicato il nuovo album del gruppo, il primo dopo 17 anni, Seasons of Your Day, anticipato dal singolo California, registrato tra la California e la Norvegia e prodotto dagli stessi David Roback e Hope Sandoval. Al disco, pubblicato dalla personale Rhymes of an Hour Records, collaborano anche Colm O'Ciosoig (My Bloody Valentine) e il chitarrista Bert Jansch, scomparso nel 2011.
Il 25 febbraio 2020, a causa di un cancro metastatico, muore David Roback.

## Stile musicale
Il suono attinge alle precedenti esperienze del chitarrista accentuando però la dimensione di un pop etereo e onirico, reso particolare dalla voce tenue ed erotica della Sandoval che ricorda in alcuni momenti Nico con i Velvet Underground.

## Formazione
Membri
- Hope Sandoval - voce, armonica a bocca, chitarra acustica, organo hammond, percussioni, glockenspiel, xilofono

Collaboratori
- Suki Ewers - tastiere
- Colm Ó Cíosóig - basso
- Josh Yenne - pedal steel guitar, chitarra

Ex membri e collaboratori
- David Roback (1958 - 2020) - chitarra, tastiere, piano
- Kurt Elzner - chitarra
- Jill Emery - basso
- William Cooper (1957 - 2001) - tastiere, violino
- Keith Mitchell (died May 2017) - batteria

## Discografia

### Album
- 1990 - She Hangs Brightly
- 1993 - So Tonight That I Might See
- 1996 - Among My Swan
- 2013 - Seasons of Your Day

### Singoli
- 1990 - Halah
- 1990 - Blue Flower
- 1993 - Five String Serenade
- 1993 - She's My Baby
- 1994 - Fade into You
- 1996 - Flowers in December
- 1996 - I've Been Let Down/Roseblood
- 2009 - Deep Cuts (EP)
- 2011 - Common Burn/Lay Myself Down
- 2013 - California
- 2013 - Seasons of Your Day/Sparrow
- 2014 - I'm Less Here/Things
- 2014 - In the Kingdom
- 2018 - Still (EP)